# سون‌وو جونگ آ
سون‌وو جونگ آ (کره‌ای: 선우정아؛ زادهٔ ۱۱ مه ۱۹۸۵) موسیقی‌دان، خواننده-ترانه‌پرداز و تهیه‌کننده موسیقی اهل کره جنوبی است که با آرتیست‌های متعدد کره‌ای از جمله آی‌یو، توانی‌وان و لی هه ری همکاری داشته‌است. او در ۱۰ مه ۲۰۰۶، نخستین آلبوم خود را به نام Masstige منتشر کرد.